# ذي شروي (السدة)

تعديل مصدري - تعديل

ذي شروي محلة تابعة لقرية الصول، التابعة لعزلة التويتي بمديرية السدة إحدى مديريات محافظة إب في الجمهورية اليمنية.، بلغ تعداد سكانها 27 حسب تعداد اليمن لعام 2004.